# Bendy
Bendy — медіафраншиза, створена Joey Drew Studios.
Франшиза розповідає про загадковий світ Джої Дрю. У цьому світі гравець має розкрити секрети мультиплікаційної студії Joey Drew Studios.
Серія здобула свою популярність завдяки YouTube блогерам, вже тоді коли гра Bendy and the Ink Machine була тільки в ранньому доступі і доступна лише на GameJolt та Itch.io. Перша глава та стиль гри так зацікавили гравців, що гра швидко набрала фанатів, та з виходом 5 глави 26 жовтня 2018 року, гра вже мала багатомільйонну аудиторію.

## Відеоігри
Ігри франшизи Bendy діляться на три типи:
1. Bendy and the… — Основна трилогія (Bendy and the Ink Machine, Bendy and the Dark Revival, Bendy 3 (Повна назва поки не оголошена))
2. Bendy:… — Спін-оффи (Bendy: Lone Wolf, Bendy: Secrets of the Machine, Bendy: The Silent City)
3. Bendy's… — Розробники поки не заявили за що відповідає цей тип ігор (Bendy's Rubberhose Revenge)
4. Інші проєкти (Bendy in Nightmare Run)

| 2017 | Bendy and the Ink Machine                                  |
| 2018 | Bendy in Nighmare Run                                      |
| 2019 |                                                            |
| 2020 | Boris and the Dark Survival                                |
| 2021 |                                                            |
| 2022 | Bendy and the Dark Revival                                 |
| 2023 |                                                            |
| 2024 | Bendy: Secrets of the Machine                              |
| 2025 | Bendy and the Brine Barrel                                 |
| 2025 | Bendyː Lone Wolf                                           |
| TBA  | B3NDY, Bendy: The Cilent City, Bendy's Rubberhose Revenge. |

### Випущені ігри

#### Bendy and the Ink Machine
Bendy and the Ink Machine (Укр. Бенді та Чорнильна машина, скор. BatIM) — перша гра у франшизі Bendy, та є першою грою у трилогої основних ігор.
У грі ми граємо за Генрі Штейна — колишнього аніматора студії, і друга та бізнес партнера директора студії Джої Дрю. У Bendy and the Ink Machine нам розповідають про основні події Циклу, а також через аудіозаписи та локації про загальну історію світу.
Гра ділиться на 5 глав:
1. Рухомі картинки (Англ. Moving Pictures)
2. Стара пісня (Англ. The Old Song)
3. Підйом і падіння (Англ. Rise and Fall)
4. Колосальні дива (Англ. Colossal Wonders)
5. Остання бобіна (Англ. The Last Reel)

#### Bendy: Lone Wolf
Bendy: Lone Wolf (Укр. Бенді: Самотній Вовк, скор. BLW) — шоста гра у франшизі, та спін-оф Bendy and the Dark Revival. Гра у стилі Top Down.

#### Bendy and the Dark Revival
Bendy and the Dark Revival (Укр. Бенді та темне відродження, скор. BatDR) — четверта гра у франшизі Bendy, та друга гра з головної трилогії.
У грі ми граємо за молоду жінку — Одрі, яка не є людиною, а ідеальна чорнильна істота, яку створив Джої Дрю, той виховував її як свою доньку, але Одрі Дрю, цього не пам'ятає. Одрі працює аніматором у мультиплікаційній студії ArchGate Pictures, компанію яка взяла собі права на Bendy після смерті Джої Дрю. Одрі попавши до Циклу, має заново його розпочати, зруйнувавши диктатуру нового володаря світу Вілсона.
Гра ділиться на 5 глав:
1. Звернення до мороку (Англ. Drawn to Darkness)
2. Володіння Демона (Англ. The Demon's Domain)
3. Вічна машина (Англ. The Eternal Machine)
4. Фабрика жахів (Англ. Factory of Horrors)
5. Темне відродження (Англ. The Dark Revival)

#### Bendy: Secrets of the Machine
Bendy: Secrets of the Machine (Укр. Бенді: Секрети машини, скор. BSotM) — п'ята та найзагадковіша гра у франшизі Bendy, перший спін-офф гри Bendy and the Dark Revival. Гра ділиться на 2 частини: Сюжет та тизери. Гра створена щоб показувати тизери по франшизі, тут ми побачили тизери до гри Bendy: The Silent City, оновлення Bendy: Lone Wolf, Bendy: The Cage, та анонсування Bendy 3. У сюжетній частині гри нам розповідають трагічну історію персонажа Райлі Уеллс, яка втратила батьків у раньому дитинстві а потім була звільнена з Joey Drew Studios, та стала співробітником корпорації Gent, зненавидивши Joey Drew Studios. Цікавою деталью є те що у Steam, сказано що розробниками гри є Gent Corporation.

### Закриті ігри

#### Bendy in Nightmare Run
Bendy in Nightmare Run (Укр. Бенді у кошмарній втечі, скор. BiNR) — це мобільна гра у франшизі Bendy, спін-офф Bendy and the Ink Machine, гра у жанрі раннер. Нам дають зіграти за Бенді, Бориса або Янгола Алісу. У грі ми маємо перемогти різних монстрів тікаючи від них.
Гра ділиться на 4 акта:
1. Бенді ходить по дошці (Англ. Bendy Walks the Plank)
2. Смерть і таксі (Англ. Death and Taxis)
3. Суп зіпсувався (Англ. Soup Gone Bad)
4. Дьюї Знищує (Англ. Dewey Decimated)

Bendy in Nighmare Run є першим спін-оффом Bendy and the Ink Machine, та другою грою у франшизі.
Сьогодні гра закрита та її неможливо встановити в Google Play та App Store.

#### Boris and the Dark Survival
Boris and the Dark Survival (Укр. Борис та темне виживання, скор. BatDS) — третя гра у франшизі, та приквел Bendy and the Ink Machine. Гра у стилі Top Down. Закрита та видалена з усіх платформ через вихід ремастера - Bendy: Lone Wolf, 15 серпня 2025 року.

### Відмінені ігри

#### Bendy: The Cage
Bendy: The Cage (Укр. Бенді: Клітка, скор. BtC) — гра у франшизі Bendy, та спін-оф гри Bendy and the Dark Revival. Вихід гри планувався на 2024 рік, проте 22 жовтня 2024 року, у Steam, Joey Drew Studios виклали пост, у якому сповістили, що гра має вийти у 2025 році, та розповіли про причини затримки, але вже у квітні 2025 гру було відмінено.
У грі ми мали повернутись до головного героя Bendy and the Ink Machine, Генрі Штейна, та вибратись з в'язниці Вілсона, та допомогти головній героїні Bendy and the Dark Revival Одрі, перезапустити цикл.
14 квітня 2025 року, сторінку гри було видалено зі Steam.
Розробник TheMeatly розповів що гру було відмінено, і більшість її механік буде використано в B3NDY. Розробники все ще сподіваються повернутись до історії що мала розповісти Bendy: The Cage у майбутньому.

### Ігри в розробці
B3NDY - третя відеогра трилогії, повна назва поки невідома.
Bendy: The Cilent City
Bendy's Rubberhose Revenge

### Жартівливі проекти

#### Bendy and the Brine Barrel
Bendy and the Brine Barrel (Укр. Бенді та бочка з розсолом, скор. BatBB) - першоквітнева гра, зроблена Joey Drew Studios 1 квітня 2025 року.

## Анімації
По франшизі Бенді, на офіційному Youtube каналі розробників гри Joey Drew Studios вийшли декілька офіційних мультиків:
1. Bendy Cartoon — Cookie Cookin (Укр. Мультфільм Бенді — Приготування печива) — короткий мультфільм який вийшов на офіційному каналі Joey Drew Studios 25 грудня 2018 року.[4]
2. Bendy Cartoon — Tombstone Picnic (Укр. Мультфільм Бенді — Надгробний пікнік) — короткий мультфільм який вийшов на офіційному каналі Joey Drew Studios 7 січня 2019 року.[5]
3. Bendy Cartoon — Snow Sillies (Укр. Мультфільм Бенді — Снігові дурниці) — короткий мультфільм який вийшов на офіційному каналі Joey Drew Studios 15 січня 2019 року.[6]
4. Bendy Cartoon — Haunted Hijinx (Укр. Мультфільм Бенді — Ігри примарами) — короткий мультфільм який вийшов на офіційному каналі Joey Drew Studios 21 січня 2019 року.[7]
5. Bendy Cartoon — Tasty Trio Troubles (Укр. Мультфільм Бенді — Смачні проблеми тріо) — короткий мультфільм який вийшов на офіційному каналі Joey Drew Studios 10 лютого 2019 року.[8]
6. Bendy Cartoon — Hellfire Fighter (Укр. Мультфільм Бенді — Борець з вогнем пекла) — короткий мультфільм який вийшов на офіційному каналі Joey Drew Studios 5 березня 2019 року.[9]
7. Bendy Cartoon — Cheap Seats (Укр. Мультфільм Бенді — Дешеві місця) — короткий мультфільм який вийшов на офіційному каналі Joey Drew Studios 17 грудня 2019 року.[10]

14 квітня 2025 було анонсовано нові кольорові мультфільми. Дату їх виходу поки невідомо.

## Книги
По франшизі Bendy, вийшло декілька офіційних книг.

### Книги
1. Dreams come to life (Укр. Мрії втілюються в життя) — книга у жанрі молодіжної літератури. Вона була написана Адріанною Крес і видана Scholastic Inc. 3 вересня 2019 року. Події у книзі відбуваються у 1946 році, роблячи події з книги приквелом ігор Bendy and the Ink Machine та Boris and the Dark Survival.
2. Fade to Black (Укр. Згаснути в темноті) — третя книга в жанрі молодіжної літератури, яка була написана Адріанною Кресс і видана Scholastic Inc. 3 жовтня 2023 року.
3. The Illusion of Living (Укр. Ілюзія життя) — книга у жанрі молодіжної літератури. Вона була написана Адріанною Крес і видана Scholastic Inc. 2 лютого 2021 року. У цьому мремуарі ви почуєте думки Джоуї Дрю.
4. The Lost Ones (Укр. Загублені) — книга у жанрі молодіжної літератури. Вона була написана Адріанною Крес і видана Scholastic Inc. 7 грудня 2021 року. Книга розповість вам історію трьох героїв у 1946 році — Білл, Констанс та Брант.
5. Sent From Above (Укр. Посланна Згори) — четвертий за рахунком роман та майбутня книга у жанрі молодіжної літератури. Вона буде написана Адріанною Крес і видана Scholastic Inc. Вихід книги був заплановий на 2020 рік, але книга так і не вийшла, дата виходу книги, досі невідома.
6. Crack-Up Comics Collection (Укр. Колекція «Руйнівних коміксів») — книга з коміксами. Вона була написана Vannotes'ом та Меді Джуліані, і видана Scholastic Inc. 1 вересня 2020 року. Це колекція старовинних коміксів Бенді 1930-1940-х років обов'язкова для тих, хто хоче зазирнути в безглуздий, страшний світ Бенді та його друзів!
7. Joey Drew Studios Employee Handbook (Укр. Довідник співробітника Joey Drew Studios) — путівник по Bendy and the Ink Machine, який був опублікований в Scholastic 30 липня 2019 року.

### Графічні новели
1. Dreams come to life (Graphic Novel) (Укр. Мрії втілюються в життя (Графічна новела)) — це графічний роман, заснований на однойменній книзі Андріани Крес. Вона була випущена 6 серпня 2024 року. Художники, приєднані до графічної новели, — Крістофер Гастінгс і Алекс Аріменді.[12]
2. Bendy and the Silver Screams (Укр. Бенді та Срібні Крики) — Майбутня графічна новела, яка має стати доступною для покупки 3 березня 2026 року.[13]

## Кіноадаптація
25 грудня 2023 року, був анонсований фільм по франшизі Bendy. Його створюють Joey Drew Studios разом з Radar Pictures.
Режисером картини став Андре Овредал.
Фільм представить нам на великому екрані події гри Bendy and the Ink Machine.

## Українська мова у франшизі
Першою грою з українською мовою у франшизі стала Bendy and the Dark Revival. Її додали 24 жовтня 2024 року, разом з Гелловінським оновленням.
Bendy: Lone Wolf отримала українську мову.
Bendy: The Cage мала мати українську мову.